# Down (Sentenced)
Down è il quarto album in studio del gruppo musicale finlandese Sentenced, pubblicato nel 1996 dalla Century Media Records.

## Tracce
1. Intro - The Gate – 1:22
2. Noose – 4:01
3. Shadegrown – 4:36
4. Bleed – 3:40
5. Keep My Grave Open – 3:53
6. Crumbling Down (Give Up Hope) – 5:26
7. Sun Won't Shine – 4:17
8. Ode to the End – 5:21
9. 0132 – 1:42
10. Warrior of Life (Reaper Redeemer) – 3:41
11. I'll Throw the First Rock – 3:26

## Formazione
- Ville Laihiala - voce
- Miika Tenkula - chitarra
- Sami Lopakka - chitarra
- Sami Kukkohovi - basso
- Vesa Ranta - batteria